# Kolovrátek (kniha)
Kolovrátek (estonsky Väntorel) je společensko-pyschologický román estonské spisovatelky Aimée Beekmanové z roku 1970.
Oskar, vedoucí jednoho z oddělení Ústavu registrace názorů, v nám v blíže neurčené budoucnosti (nápadně svými reáliemi připomínající tehdejší estonský sovětský „dnešek“), prožívá své opakující se mimomanželské románky. Kolovrátek lidských citů, mělkých, povrchních a zraňujících všechny krom Oskara, vede hlavního hrdinu od jedné „přítelkyně“ ke druhé dokud nenarazí na „osudovou“ Iris, která jejich vztah „konzumuje“ podobně jako to činil Oskar dosud.
Více než dějem samotným je román zajímavý vykreslením rozpadu moderní společnosti. Že jde v tomto případě o společnost socialistickou rozlišíme od současných reálií jen tradičním nedostatkem vybraného zboží a drobnými detaily. Citová ochuzenost, nezakotvenost, nedostatek životních vizí a rozpad rodiny v tradičním slova smyslu je živý i dnes. Kniha nezapře svůj původ estonský (temné tóny severské literatury) i sovětský (absurdní prvky a poetika). Prvky science-fiction jsou pravděpodobně jen krytím před cenzurou té doby, která by současný román s tolika temnými prvky nemusela akceptovat.
V originále byla kniha vydána v roce 1970 v nakladatelství Eesti Raamat v Tallinnu. V českém překladu Vladimíra Macury vyšla v roce 1984 v nakladatelství Svoboda.

## Ukázka z knihy
Už bych nechtěla být znovu mladá... Jenom jedno toužím ještě jednou prožít – ještě jednou bych chtěla jako maličké holčátko brouzdat se rákosím. Narodila jsem se u moře a voda na mělčině byla teploučká. Zalezla jsem do rákosí a maminka pořád volala od chalupy, něžně a ustrašeně: dcerunko, kde jsi? Celá jsem se sladce chvěla, když mi zněl do uší ten polekaný hlas. Plakala jsem pro sebe štěstím, ale z rákosí ven jsem nevylezla.